# Kælkebakke
En kælkebakke er bakke, der bruges til kælkning (og lignende virksomhed).
Forudsætningerne for kælkebakker er:
- sne
- et jævnt fald, uden huller eller andre alvorlige forhindringer
- et plant område nederst til at standse kælken på - helst uden væsentlig trafik.

Mange kælkebakker ligger i landlige områder i udkanten af en by. Undertiden har byplanlæggere bibeholdt eller anlagt kælkebakker i byområder. 
Uden for vintersæsonen kan kælkebakker anvendes til andre formål fx drageflyvning eller til landbrugsformål som græsning for dyr.